# Djilali Bedrani
Djilali Bedrani (* 1. Oktober 1993 in Toulouse) ist ein französischer Leichtathlet, der im Cross- und im Hindernislauf an den Start geht. 2024 wurde er Vizeeuropameister bei den Leichtathletik-Europameisterschaften in Rom.

## Sportliche Laufbahn
Djilali Bedrani tritt seit 2010 in landesweiten Wettkämpfen an. Damals startete er, neben dem Hindernislauf, auch über die Distanzen 800 und 1500 Meter. Im März 2011 trat er bei den Crosslauf-Weltmeisterschaften 2011 in Punta Umbria im Juniorenrennen an, in dem er den 78. Platz belegte. Besser leif es für ihn bei den Crosslauf-Europameisterschaften im selben Jahr, in dem er die Bronzemedaille mit der Mannschaft in der U20-Wertung gewann. Auch 2013 und 2015 gewann er mit der Mannschaft jeweils Bronze, dann in der U23-Wertung. Im Sommer wurde er französischer U20-Meister im 3000-Meter-Hindernislauf. Auf diese Strecke fokussierte er sich dann ab dem Jahr 2012 vermehrt. So startete er in dieser Disziplin bei den U20-Weltmeisterschaften in Barcelona. Als Sechster seines Vorlauf, scheiterte er dabei am Einzug in das Finale und belegte in Addition der Vorläufe den insgesamt 14. Platz. Bei den französischen Meisterschaften der Erwachsenen belegte er den neunten Platz. Ein Jahr später zog er bei den U23-Europameisterschaften in Tampere in das Finale ein, in dem er in 8:46,11 min den achten Platz. Die Saison 2014 verpasste zu großen Teilen aufgrund einer Hüftverletzung.
Die gleiche Platzierung erreichte er auch zwei Jahre später in 8:50,99 min bei den U23-Europameisterschaften in Tallinn. 2016 gewann Bedrani zunächst die Bronzemedaille über 3000 Meter bei den französischen Hallenmeisterschaften. Im Sommer gewann er im Hindernislauf die Silbermedaille bei den nationalen Meisterschaften und trat anschließend bei den Europameisterschaften in Amsterdam. Nach dem zehnten Platz im Vorlauf, konnte er allerdings nicht in das Finale einziehen. Seine Zeit im Vorlauf lag beinahe 30 Sekunden über seiner, Im Laufe der Saison, bereits aufgestellten Bestzeit von 8:28,34 min. 2017 belegte er den dritten Platz bei den französischen Meisterschaften. 2018 trat er in Berlin bei den Europameisterschaften an. Diesmal gelang ihm der Einzug in das Finale, in dem er mehr als zehn Sekunden hinter seiner Vorlaufszeit zurückblieb und Zehnter wurde. Im Frühjahr 2019 ging Bedrani über 300 Meter bei den Halleneuropameisterschaften in Glasgow an den Start. Dort belegte er im Finale in 7:58,40 min den vierten Platz. Im Juli wurde er erstmals französischer Meister im Hindernislauf. In dieser Disziplin ging er dann auch im Oktober bei den Weltmeisterschaften in Doha an den Start. Nach erfolgreichem Vorlauf, belegte er im Finale mit neuer Bestzeit von 8:05,23 min den fünften Platz. Im Februar 2020 stellte er in der Halle in 7:41,40 min eine neue Bestzeit über 3000 Meter auf.
2021 verbesserte er sich bei den Französischen Hallenmeisterschaften in Miramas auf 3:40,27 min über 1500 Meter und gewann damit den Titel. Anfang Juli lief er in Monaco 8:11,17 min auf der Hindernisdistanz und qualifizierte sich damit zum ersten Mal für die Olympischen Sommerspiele. In Tokio kam er in seinem Vorlauf auf 8:20,23 min und verpasste als Siebtplatzierter den Einzug in das Finale. 2022 trat er in München zum dritten Mal bei den Europameisterschaften an. Im Finale belegte er den achten Platz und erzielte damit sein bestes EM-Ergebnis. 2023 trat er in Budapest zum zweiten Mal bei den Weltmeisterschaften an. In seinem Vorlauf kam er als Siebter ins Ziel, womit er den Einzug in das Finale verpasste.
2024 feierte Bedrani mit dem Gewinn der Silbermedaille bei den Europameisterschaften in Rom hinter seinem Landsmann, Alexis Miellet, den bislang größten sportlichen Erfolg seiner Karriere.

## Wichtige Wettbewerbe
| Jahr                   | Veranstaltung               | Ort                    | Platz                  | Disziplin              | Zeit                   |
| Startet für Frankreich | Startet für Frankreich      | Startet für Frankreich | Startet für Frankreich | Startet für Frankreich | Startet für Frankreich |
| ---------------------- | --------------------------- | ---------------------- | ---------------------- | ---------------------- | ---------------------- |
| 2012                   | U20-Weltmeisterschaften     | Barcelona              | 14.                    | 3000 m Hindernis       | 8:56,98 min            |
| 2013                   | U23-Europameisterschaften   | Tampere                | 8.                     | 3000 m Hindernis       | 8:46,11 min            |
| 2015                   | U23-Europameisterschaften   | Tallinn                | 8.                     | 3000 m Hindernis       | 8:50,99 min            |
| 2016                   | Europameisterschaften       | Amsterdam              | 22.                    | 3000 m Hindernis       | 8:57,77 min            |
| 2018                   | Europameisterschaften       | Berlin                 | 10.                    | 3000 m Hindernis       | 8:41,83 min            |
| 2019                   | Halleneuropameisterschaften | Glasgow                | 4.                     | 3000 m                 | 7:58,40 min            |
| 2019                   | Weltmeisterschaften         | Doha                   | 5.                     | 3000 m Hindernis       | 8:05,23 min            |
| 2021                   | Olympische Sommerspiele     | Tokio                  | 20.                    | 3000 m Hindernis       | 8:20,23 min            |
| 2022                   | Europameisterschaften       | Berlin                 | 8.                     | 3000 m Hindernis       | 8:28,52 min            |
| 2023                   | Weltmeisterschaften         | Budapest               | 19.                    | 3000 m Hindernis       | 8:20,69 min            |
| 2024                   | Europameisterschaften       | Rom                    | 2.                     | 3000 m Hindernis       | 8:14,36 min            |

## Sonstiges
Er trainiert regelmäßig in Kenia, wo er mit den ansässigen Sportlern im Trainingslager konkurriert. Bedrani lebt und trainiert in seiner Geburtsstadt Toulouse.

## Persönliche Bestleistungen
Freiluft
- 1500 m: 3:37,71 min, 2. Juli 2019, Marseille
- 3000 m: 8:15,96 min, 20. Mai 2018, Nantes
- 3000 m Hindernis: 8:05,23 min, 4. Oktober 2019, Doha

Halle
- 1500 m: 3:40,27 min, 21. Februar 2021, Miramas
- 3000 m: 7:41,40 min, 19. Februar 2020, Liévin